# Singa neta
Singa de Gruissan
Espèce
Synonymes
- Epeira neta O. Pickard-Cambridge, 1872
- Lithyphantes septemguttatus Simon, 1873
- Cercidia decora Simon, 1891
- Lithyphantes pollocki Denis, 1956

Singa neta, la Singa de Gruissan, est une espèce d'araignées aranéomorphes de la famille des Araneidae.

## Distribution
Cette espèce se rencontre dans le bassin méditerranéen, en Irak et en Iran.

## Habitat
Cette espèce fréquente des habitats variés.
En France, Eugène Simon la trouve sur les plantes frutescentes dans des marais salants.

## Description
Le mâle mesure 2,1 mm et la femelle 3,2 mm.
Les mâles mesurent de 2,0 à 2,8 mm et les femelles de 2,9 à 4,2 mm.
Cette espèce se distingue par les taches blanches qu'elle porte sur son opisthosome noir.

## Systématique et taxinomie
Cette espèce a été décrite sous le protonyme Epeira neta par le naturaliste britannique Octavius Pickard-Cambridge en 1872. Elle est placée dans le genre Singa par le biologiste israélien Gershom Levy (de) en 1984.
Lithyphantes septemguttatus, Cercidia decora et Lithyphantes pollocki ont été placées en synonymie par Levy en 1984.

## Danger sur l'espèce
L'espèce est classée en danger critique sur la liste rouge des araignées de France métropolitaine. Les menaces sur l'espèce portent sur l'urbanisation et la fréquentation touristique.

## Publication originale
- O. Pickard-Cambridge, 1872 : « General list of the spiders of Palestine and Syria, with descriptions of numerous new species, and characters of two new genera. » Proceedings of the Zoological Society of London, vol. 40, no 1, p. 212-354 (texte intégral).